# Cateri
Càteri (in corso I Catari) è un comune francese di 214 abitanti situato nel dipartimento dell'Alta Corsica nella regione della Corsica.

## Società

### Evoluzione demografica
Abitanti censiti